# 36-я добровольческая пехотная дивизия СС

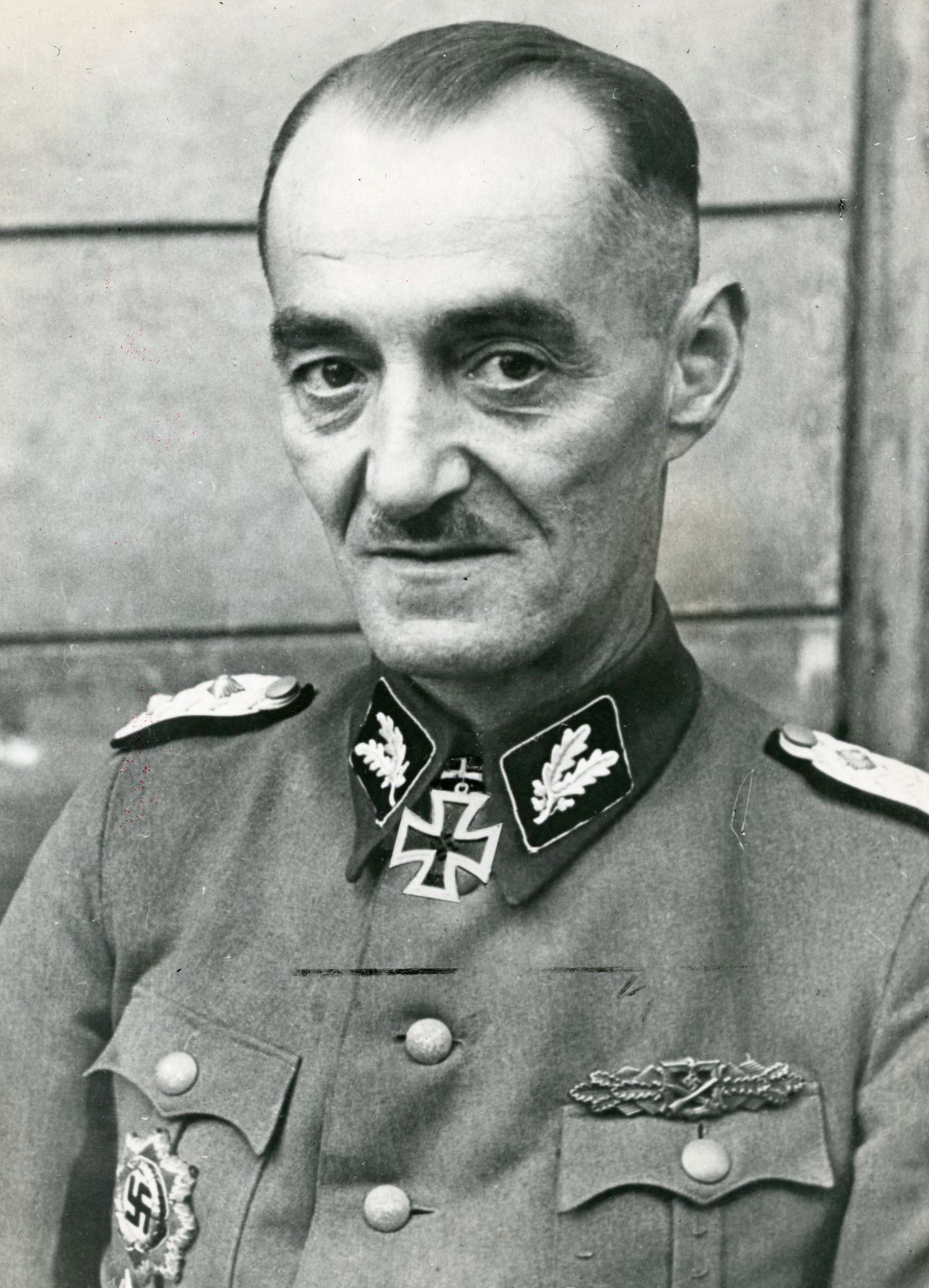
О. Дирлевангер в звании оберфюрера СС, 1944

Зондеркоманда СС под командованием Дирлевангера (нем. SS-Sonderkommando Dirlewanger) — карательное подразделение СС под командованием Оскара Дирлевангера, комплектовалось из заключённых немецких тюрем, концлагерей и военных тюрем СС. Особый статус подразделения отмечался в том, что с января 1943 года по распоряжению Генриха Гиммлера на петлицах вместо рун СС её члены носили изображение скрещённых винтовок и гранаты. До этого служившие в подразделении немцы носили стандартные эсэсовские зиг-руны, а иностранцы (поляки, русские, украинцы, белорусы, хорваты, тюрки и др.) — чистую правую петлицу.
Первоначально сформировано как Команда браконьеров «Ораниенбург» (нем. Wilddiebkommando «Oranienburg»), затем переименовано в «Зондеркоманду (специальную группу) доктора Дирлевангера» (нем. Sonderkommando «Dr. Dirlewanger»). Впоследствии, в связи с ростом штатной численности, последовательно называлось и переводилось на штат батальона (нем. SS-Sonderbataillon Dirlewanger), затем полка (нем. SS-Sonderregiment Dirlewanger), и наконец, бригады (нем. SS-Sonderbrigade Dirlewanger). В конце войны на основе бригады и нескольких пехотных подразделений создана 36-я добровольческая пехотная дивизия СС (нем. 36. Waffen-Grenadier-Division der SS). Назвать её дивизией можно лишь условно, так как формально таковой она не стала (в 1944 году на базе данной бригады предполагалось сформировать отдельную дивизию, 36-ю по стандартной «сквозной» нумерации, однако её формирование так никогда и не было завершено, так как к 1945 году практически весь личный состав бригады погиб в боях).

## Оскар Дирлевангер и легион «Кондор»
История бригады Дирлевангера неразрывно связана с биографией командира бригады — Оскара Дирлевангера. Родился 26 сентября 1895 года. После получения Железного креста первой и второй степени во время прохождения службы в имперской германской армии в ходе Первой мировой войны, Дирлевангер присоединился к фрайкору и участвовал в уличных боях в ходе подавления прокоммунистических волнений в Германии. Учился в Мангейме и Франкфурте-на-Майне. В 1922 году защитил докторскую диссертацию. Вступил в НСДАП.
В 1934 году он был осуждён на два года по обвинению в сексуальных связях с 13-летней девочкой из Союза немецких девушек. С этим приговором Дирлевангер лишился учёной степени, воинского звания и наград, членства в партии и работы. Во время тюремного заключения в Людвигсбурге он безуспешно пытался обжаловать приговор в верховном имперском суде. По совету однополчанина и близкого друга Готтлоба Бергера, который был начальником штаба рейхсфюрера СС, выйдя из тюрьмы, Дирлевангер записался добровольцем в Испанский иностранный легион, а там вступил в легион «Кондор», немецкое добровольческое боевое соединение, принимавшее участие в гражданской войне в Испании на стороне генерала Франко.

## Браконьерская команда «Ораниенбург»
В 1940 году Дирлевангер при поддержке Бергера был принят в войска СС в звании оберштурмфюрера и получил задание сформировать специальное подразделение из осуждённых браконьеров — «Браконьерскую команду „Ораниенбург“» (нем. Wilddiebkommando «Oranienburg»). Штурмфюрер СС Карл Радль, бывший адъютант Скорцени, так охарактеризовал эту команду: «Браконьер не является характерным преступником, он нарушает закон не в силу ущербности, а в силу своей страсти. С его плеч упадёт большой груз, если его перестанут ставить на одну доску с „уголовниками“, если ему дадут возможность искупить свою вину в борьбе со врагами своей родины, если он может применить свою охотничью страсть в необъятных лесах и болотах на Востоке в борьбе против партизан». Гиммлер оценил качественный состав браконьеров в диапазоне «от хорошо до очень хорошо».

## Зондеркоманда Дирлевангера
По мере распространения новости о новом войсковом формировании сотни немцев-осуждённых, находящихся в концентрационных лагерях, подавали прошения о зачислении в него. Сформированная первоначально из осуждённых за браконьерство «команда» Дирлевангера через некоторое время пополняется и другими уголовниками. Эта бригада разительно отличается от служивших в «999-х батальонах» (немецкий вариант штрафных батальонов) солдат, получивших такое наказание за относительно мелкие правонарушения. В формировании Дирлевангера все чаще оказываются «профессиональные преступники» и «асоциальные элементы». «Профессиональными преступниками» были «заключённые, которые после отбытия, как правило, длительного срока заключения совершили повторное преступление и были классифицированы имперским управлением уголовной полиции как профессиональные преступники. К этой категории принадлежали взломщики и лица, совершившие половые преступления (за исключением осуждённых за гомосексуальные контакты), приговорённые за умышленное или случайное убийство. К асоциальным элементам относились тунеядцы и сутенёры» (бывший комендант концентрационного лагеря Бухенвальд Герман Пистер, 1943). В то время как, согласно документам, теория Дирлевангера должна была реабилитировать преступников, в реальности эти преступники попросту получили право продолжать свои преступления и увеличить их масштаб без всякого за них наказания. Действия Дирлевангера были предметом разбирательств высших офицеров немецкой армии, однако всякий раз наказания не следовало.
К сентябрю 1940 года команда Дирлевангера уже насчитывала более 300 человек. С ростом числа криминальных элементов в батальоне название «браконьерский» потеряло какое-либо фактическое значение, и теперь к батальону присоединялись люди, осужденные даже за убийство, разбой и изнасилование. В соответствии с новыми качествами солдат группа была переименована в «Специальную группу доктора Дирлевангера» (нем. Sonderkommando «Dr. Dirlewanger»).

## От зондеркоманды к зондербатальону
По мере роста числа служащих в спецгруппе солдат боевое подразделение было переведено под командование «Подразделение „Мёртвая голова“ (нем. SS Totenkopfverbände)» — формирования, ответственного за управление концентрациоными лагерями. Зондер-команда была переименована в «зондер-батальон СС Дирлевангера». В конце войны в соединение стали принимать, помимо «бытовых» преступников, политических заключённых.
В середине 1941 года зондер-батальон «Дирлевангер» был направлен на борьбу с партизанскими формированиями в Польшу, подчиняясь главному управлению СС.
Во время прохождения службы батальоном в Польше его «бойцы» были уличены в бесчисленном количестве избиений, изнасилований, разбоях, дискриминационных действиях, коррупционных скандалах и прочих преступлениях. Дезертирство не было чем-то необычным. У Фридриха Вильгельма Крюгера, бывшего в то время верховным руководителем СС и полиции в Польше (нем. Höherer SS- und Polizeiführer), поведение служащих Дирлевангера вызвало сильное отвращение, и именно его просьбы и прошения высшему начальству послужили причиной перевода батальона Дирлевангера в январе 1942 года на оккупированную территорию СССР − в Беларусь.
29 января 1942 года поредевший от потерь батальон получил разрешение на набор иностранных добровольцев на оккупированных территориях, в результате чего его численность была пополнена за счёт добровольцев — русских, украинцев и белорусов. Численность батальона достигла 320 человек, в распоряжении батальона были 2 противотанковые пушки, 11 грузовиков, 22 пулемёта и 5 миномётов.
В Белоруссии батальон попал под командование Эриха фон дем Баха Целевски и участвовал в ряде антипартизанских операций (среди них — операция «Адлер» в июле 1942 года). В задачи батальона входило противодействие партизанским отрядам. Ситуация с правонарушениями батальона ещё более усугубилась — поведение солдат батальона Дирлевангера становилось все более неуправляемым.
20 августа 1942 года вышел официальный документ, согласно которому размеры батальона Дирлевангера доводились до общевойсковых. Личный состав пополнился за счёт преступников и «военных нарушителей».
29 августа 1942 года Гитлер утвердил расширение подразделения до двух батальонов. Пополнение состояло в основном из русских и украинцев, а также немецких военнослужащих, совершивших какие-либо правонарушения. Использование последнего источника для пополнения батальона было одобрено 15 октября 1942 г. К сентябрю 1943 года бригада Дирлевангера состояла из немецкой роты (150 человек) и немецкого мотоциклетного взвода (40 человек), 3 русских рот (450 человек), артиллерийского взвода (40 человек — половина немцы, половина русские). К концу 1943 года бригада разрослась до 2000 человек, из которых 400 человек были немцы, около 1000 — русские, остальные украинцы, белорусы и латгальцы.
К службе в батальоне привлекали военнослужащих всех видов вермахта и войск СС, совершивших правонарушения, которые в гражданской жизни классифицировались бы как криминал. Военнослужащие, т. н. «SB-soldaten», которые совершили исключительно военные правонарушения (сон на посту, невыполнение приказа и т. п.), к службе в батальоне не привлекались. Служба в подразделении Дирлевангера рассматривалась как исправительная мера, и после достаточной реабилитации военнослужащий возвращался к предыдущему месту службы.
С таким расширением правил принятия батальону Дирлевангера разрешили визуальное отображение знака формирования, характерной для каждой дивизии СС — уникальная нашивка-символ в виде двух скрещённых карабинов и ручной гранаты под ними. Приблизительно в то же время батальон получил право на ношение знаков различий.
Батальон участвовал ещё в нескольких антипартизанских операциях — в октябре 1942 в операции «Регатта»; совместно с 36-м охранным полком (нем. 36.Sicherungs-Regiment) в операции «Карлсбад»; в ноябре совместно с 1-й моторизированной пехотной бригадой СС (нем. 1.SS-Infanterie-Brigade (mot.)) в операции «Фрида».

## От зондербатальона к зондер-полку
Второй батальон, состоящий из преступников, окончательно формируется только весной 1943 года. Одновременно с этим изменением подразделение переименовывается, и теперь эта войсковая часть называется «Зондер-полк СС Дирлевангера» (нем. "SS-Sonderregiment Dirlewanger"). В мае 1943 года возможность службы в полку предоставляется всем без исключения преступникам, даже осуждённым за тяжкие и особо тяжкие преступления. Пятьсот преступников, осуждённых за тяжкие нарушения закона и человеческой морали, принимаются в полк в конце мая. В августе 1943 года начато формирование третьего батальона.
К этому времени размер первого батальона достиг уже 700 человек, 300 из которых было бывшими советскими гражданами.
Полк Дирлевангера неоднократно принимал участие в карательных акциях, в том числе в операции «Winterzauber», в которой в феврале−марте 1943 года в треугольнике Себеж — Освея — Полоцк уничтожено немало деревень на севере Белоруссии и в Себежском районе Псковской области.
Также полк Дирлевангера в марте 1943 года совместно со 118-м батальоном шуцманшафта участвовал в операции под кодовым наименованием «Дирлевангер», проводившейся против партизан и гражданского населения Смолевичского и Логойского районов Белоруссии, в ходе которой принял участие в уничтожении деревни Хатынь и в других карательных операциях.
В августе 1943 года полк Дирлевангера принимает участие в кровопролитных сражениях, которые были частью плана по уничтожению т. н. Партизанской Республики у озера Палик. В этот период личный состав проявил жестокость, вместе с храбростью, за что Дирлевангер был представлен к ряду наград. В ноябре 1943 года полк привлечён к пограничным боям в составе группы армий «Центр» в попытке сдержать наступление Красной армии.
К 30 декабря 1943 года полк Дирлевангера состоял из 259 военнослужащих.
В начале 1944 года в полк вновь поступило большое количество преступников с целью покрыть потери в живой силе. К концу февраля 1944 года численность полка была вновь восстановлена в полном размере. Было решено, что добровольцы из стран Восточной Европы больше не будут привлекаться к службе в полку, так как русские добровольцы доказали ненадёжность в ходе сражений на фронте. Антипартизанские операции продолжились до июня 1944 года, когда Красная Армия начала Операцию «Багратион» — советское наступление, ставшее крупнейшей военной операцией за всю историю человечества. Целью наступления стало уничтожение группы армий «Центр». Полк Дирлевангера был обращён в бегство и начал отступать на территорию Польши. Необычно для себя самого, полк достаточно организованно отступал и достиг Польши в сравнительно хорошем состоянии.

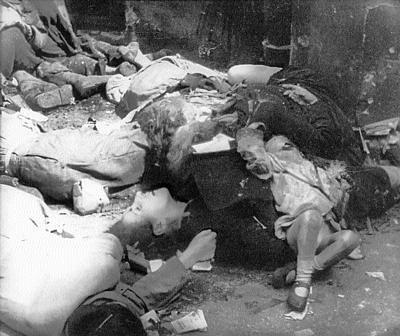
Польские гражданские лица, убитые частью СС «Дирлевангер» в ходе подавления Варшавского восстания. Август 1944 г.

Как только Армией Крайовой было начато Варшавское восстание 1 августа 1944 года, полк Дирлевангера откомандирован туда как часть боевой группы (нем. Kampfgruppe) под командованием Хайнца Райнфарта (нем. Heinz Reinfarth). Воюя бок о бок с бригадой Каминского, которая теперь называлась 29-я пехотная дивизия СС «РОНА» (1-я русская), Дирлевангер вошёл в активные боевые действия 5 августа.
В ходе подавления польского восстания личный состав полка Дирлевангера неоднократно совершал изнасилования, грабежи, убийства гражданских лиц, невзирая на то, принадлежали ли они к рядам польских вооружённых сил или нет. В ходе подавления восстания на территории района Варшавы Воля (пол. Wola) зондер-батальоны Дирлевангера приняли участие в убийстве десятков тысяч мирных граждан.
По прибытии в Варшаву часть насчитывала 881 солдата и офицера и во время военных действий получало пополнения в общем 2500 солдат. По окончании действий в Варшаве потери 2733 военнослужащих, в строю осталось лишь 648. Потери приблизительно 315 %.

## От полка к бригаде
Ко 2 октября польская сторона сдалась, и полк провёл следующий месяц, охраняя линию реки Вислы. В тот период полк Дирлевангера вырос достаточно, чтобы получить статус бригады, и был переименован в «Зондер-бригаду СС Дирлевангера» (нем. SS-Sonderbrigade «Dirlewanger»). В том же начале октября принимается решение о новом переименовании формирования, на сей раз это статус «боевой бригады».
Теперь название звучало «2-я штурмбригада СС Дирлевангера», соединение насчитывало 4 тысячи военнослужащих.

### Словацкое национальное восстание
Между 16 и 30 октября бригада принимает участие в подавлении восстания в Словакии. Вела боевые действия с партизанами у городов Ружомберок, Мартин и Прьевидза. В конце 1944 года переведена в Шаги, с целью воспрепятствовать Красной армии форсировать Грон и Ипель. В конце 1944 бригаду принял бригадефюрер СС и кавалер золотого Германского ордена Фриц Шмедес (нем. Fritz Schmedes), который до этого командовал 4-й полицейской моторизованной дивизией СС и 12 декабря 1944 г. был отстранён от командования Гиммлером за отказ выполнять бессмысленный приказ.
Гиммлер намеревался преподнести наказание Шмедеса как урок остальным командирам. В бригаде Шмедесу была отведена роль тактического офицера. В состав бригады входило два полка:
- 72-й пехотный полк под командованием оберштурмбаннфюрера СС Эриха Бухмана (нем. Erich Buchmann)
- 73-й пехотный полк под командованием штурмбаннфюрера СС Эвальда Элерса (нем. Ewald Ehlers),

включавшие по два батальона (первоначально в каждом полку по три батальона, но потери и дезертирство быстро уменьшили количество личного состава), и две артиллерийские батареи поддержки.

### Фронт в Венгрии
С 14 по 29 декабря 1944 года бригада сражается в Венгрии. Два батальона, сформированные из бывших армейских офицеров под командованием капитана Отто Хафнера (Otto Hafner), зарекомендовали себя хорошо, ещё один батальон, где значительную часть составляли бывшие политические заключённые, развалился, многие солдаты дезертировали. После двухнедельного пребывания на передовой бригада отводится в Словакию для переформирования.
Вскоре от гражданского населения, где была размещена бригада, стали поступать жалобы на людей Дирлевангера в связи с участившимися случаями грабежей и насилия. Некоторых солдат приходилось удерживать взаперти под вооружённой охраной из-за их ненадёжности.

## Статус дивизии
В начале февраля 1945 года бригада вернулась на фронт из-за угрожающего положения фронта на реке Одер в Силезии. Бригаду предполагалось расширить до размеров дивизии, но перед этим бригада приняла участие в боях под Губеном. Приказ о реорганизации бригады в дивизию поступил 14 февраля 1945 года. Днём позже Дирлевангер лично возглавил контратаку и был ранен двенадцатый раз. Он никогда больше не возвращался в дивизию, командование принял Фриц Шмедес и оставался на этом посту до конца войны.
Для увеличения бригады до размера дивизии новых подразделений не создано. Взамен этого бригаде были приданы некоторые армейские части:
- 1244-й пехотный полк (нем. 1244.Grenadier-Regiment),
- 681-й противотанковый батальон (нем. 681.Panzerjaeger-Abteilung),
- батальон с 28 самоходными орудиями (нем. Panzer Abteilung Stahnsdorf)
- 687-я сапёрная бригада (нем. 687.Pioneer-Brigade).

Также в бригаду вошли некоторые бывшие курсанты Брауншвейгского училища СС, проходивших службу в 1-й парашютно-танковой дивизии «Герман Геринг» (нем. 1.Fallschirm-Panzer-Division Hermann Goering). Часть добровольцев была набрана в концентрационных лагерях, даже из эвакуированного Аушвица, где продолжалась подготовка к службе в дивизии Дирлевангера.

## Уничтожение дивизии
Фронт в Силезии был прорван 16 апреля 1945 года после начала наступления советских войск и дивизия начала отступление на северо-восток в то же время. Дезертирство принимало все большие масштабы — Шмедес и его штаб предприняли попытку реорганизовать дивизию 25 апреля, но обнаружили, что дивизия практически полностью развалилась: к примеру, в 73-м полку Элерса оставалось только 36 человек.
Последний сбор командования дивизии состоялся 29 апреля — но положение только ухудшилось. Шмедес отвёл остатки соединения за Эльбу и 3 мая 1945 года сдался американцам. Шмедес и Бухман никогда не привлекались к уголовной ответственности — они жили открыто после освобождения из лагеря для военнопленных. Вейссе сдался в плен англичанам с документами рядового вермахта. Он бежал из лагеря военнопленных 5 марта 1945 года и исчез навсегда. Сам Оскар Дирлевангер попал в плен, лечился в госпитале города Альтсхаузен. 1 июня польские солдаты перевели его в тюрьму, где стали регулярно избивать (особенно тяжёлые побои в ночь с 4 на 5 июня). Дирлевангер скончался в госпитале 7 июня 1945 года, не вынеся побоев.
Однако то и дело возникали слухи о том, что он жив и что его видели в различных частях света. В октябре 1960 года по распоряжению прокуратуры Равенсбурга останки Дирлевангера были эксгумированы. В ходе судебно-медицинской экспертизы от 24 октября 1960 года было установлено, что они однозначно принадлежали Дирлевангеру. Но даже в документальном романе «Каратели», изданном в 1981 году, Алесь Адамович ошибочно написал: «Уже в наши дни прах благополучно скончавшегося в Латинской Америке Дирлевангера Оскара Пауля заботливо перевезён в ФРГ и предан захоронению в Вюрцбургской земле».
15 января 1946 года на открытом процессе в Минске за военные преступления на территории СССР были осуждены 18 бывших эсэсовцев, среди которых были бойцы дивизии Дирлевангера. Процесс имел большой резонанс в советском обществе и широко освещался на радио, телевидении и в прессе. Все обвиняемые были признаны виновными и приговорены к высшей мере наказания. В 1961 году, Минским военным Трибуналом были осуждены в СССР по статье «за измену Родине» оставшиеся в живых солдаты СС — уроженцы Советского Союза, которые служили под командой Дирлевангера.В 1961 году перед судом Кобленца предстали бывший начальник СС и полиции генерального округа Белоруссия К. Ценнер и бывший член айнзатцгруппы «А» Г. Реммерс, обвинявшиеся в организации массового расстрела евреев минского гетто в ноябре 1941 года.